# Coppa di Russia 2013 (pallavolo maschile)
La Coppa di Russia 2013 si è svolta dal 10 settembre 2013 al 31 gennaio 2014: al torneo hanno partecipato 25 squadre di club russe e la vittoria finale è andata per l'ottava volta al Volejbol'nyj klub Belogor'e.

## Regolamento
Sono state ammesse al torneo 14 squadre di Superliga e 11 di Vysšaja Liga A. Le squadre sono state divise in cinque gruppi, rispettando un criterio geografico, e si sono affrontate in gare di andata e ritorno. Le diciassette formazioni qualificate sono state a loro volta inserite in quattro raggruppamenti, che hanno decretato le partecipanti alla final-six disputata a Belgorod dal 26 al 31 gennaio 2014; il Volejbol'nyj klub Zenit-Kazan' vi è stato ammesso d'ufficio indipendentemente dai risultati della seconda fase, mentre il Volejbol'nyj klub Belogor'e è stato esentato dagli incontri e ha usufruito di una wild card.

## Squadre partecipanti
| Squadra               | Qualificazione                | Ultima partecipazione |
| --------------------- | ----------------------------- | --------------------- |
| Belogor'e             | Campione di Russia 2012-13    | Coppa di Russia 2012  |
| Lokomotiv-Izumrud     | 7ª in Vysšaja Liga A 2012-13  | Coppa di Russia 2012  |
| Groznyj               | 11ª in Superliga 2012-13      | Coppa di Russia 2012  |
| Jaroslavič            | 12ª in Superliga 2012-13      | Coppa di Russia 2012  |
| Oka Kaluga            | 12ª in Vysšaja Liga A 2012-13 | Coppa di Russia 2012  |
| Zenit-Kazan           | 3ª in Superliga 2012-13       | Coppa di Russia 2012  |
| Kuzbass               | 8ª in Superliga 2012-13       | Coppa di Russia 2012  |
| Dinamo Krasnodar      | 10ª in Superliga 2012-13      | Coppa di Russia 2012  |
| Zorkij                | 1ª in Vysšaja Liga B 2012-13  | Coppa di Russia 2008  |
| Enisej                | 3ª in Vysšaja Liga A 2012-13  | Coppa di Russia 2008  |
| Dinamo-LO             | 2ª in Vysšaja Liga A 2012-13  | Coppa di Russia 2012  |
| Dinamo Mosca          | 9ª in Superliga 2012-13       | Coppa di Russia 2012  |
| MGTU Mosca            | 10ª in Vysšaja Liga A 2012-13 | Coppa di Russia 2012  |
| Samotlor              | 4ª in Vysšaja Liga A 2012-13  | Coppa di Russia 2012  |
| Gubernija             | 4ª in Superliga 2012-13       | Coppa di Russia 2012  |
| NOVA                  | 9ª in Vysšaja Liga A 2012-13  | Coppa di Russia 2012  |
| Lokomotiv Novosibirsk | 5ª in Superliga 2012-13       | Coppa di Russia 2012  |
| Fakel                 | 6ª in Superliga 2012-13       | Coppa di Russia 2012  |
| Iskra Odincovo        | 14ª in Superliga 2012-13      | Coppa di Russia 2012  |
| Neftjanik Orenburg    | 5ª in Vysšaja Liga A 2012-13  | Coppa di Russia 2012  |
| Prikam'e              | 13ª in Superliga 2012-13      | Coppa di Russia 2012  |
| Gazprom-Jugra         | 7ª in Superliga 2012-13       | Coppa di Russia 2012  |
| Tjumen                | 1ª in Vysšaja Liga A 2012-13  | Coppa di Russia 2012  |
| Ural                  | 2ª in Superliga 2012-13       | Coppa di Russia 2012  |
| Kristall Voronež      | 2ª in Vysšaja Liga B 2012-13  | Coppa di Russia 2008  |

## Torneo

### Fase preliminare
| Zona 1            | Zona 2             | Zona 3      | Zona 4         | Zona 5                |
| ----------------- | ------------------ | ----------- | -------------- | --------------------- |
| Belogor'e         | Jaroslavič         | Oka Kaluga  | Zorkij         | Dinamo-LO             |
| Lokomotiv-Izumrud | Dinamo Mosca       | Zenit-Kazan | Enisej         | Lokomotiv Novosibirsk |
| Groznyj           | MGTU Mosca         | Kuzbass     | Gubernija      | Fakel                 |
| Dinamo Krasnodar  | Neftjanik Orenburg | Samotlor    | Iskra Odincovo | Tjumen                |
| NOVA              | Ural               | Prikam'e    | Gazprom-Jugra  | Kristall Voronež      |

#### Zona 1

##### Risultati - andata
| 11 settembre 2013 ?, Krasnodar Durata: ? - Spettatori: ? | Groznyj           | 3 - 0 | Lokomotiv-Izumrud | 25-23, 25-23, 25-22               |
| 11 settembre 2013 ?, Krasnodar Durata: ? - Spettatori: ? | Dinamo Krasnodar  | 3 - 0 | NOVA              | 25-15, 25-20, 25-11               |
| 12 settembre 2013 ?, Krasnodar Durata: ? - Spettatori: ? | NOVA              | 2 - 3 | Groznyj           | 25-14, 31-29, 20-25, 23-25, 13-25 |
| 12 settembre 2013 ?, Krasnodar Durata: ? - Spettatori: ? | Belogor'e         | 3 - 0 | Dinamo Krasnodar  | 25-18, 25-22, 27-25               |
| 13 settembre 2013 ?, Krasnodar Durata: ? - Spettatori: ? | Lokomotiv-Izumrud | 3 - 0 | NOVA              | 25-19, 25-19, 25-20               |
| 13 settembre 2013 ?, Krasnodar Durata: ? - Spettatori: ? | Groznyj           | 0 - 3 | Belogor'e         | 15-25, 16-25, 22-25               |
| 14 settembre 2013 ?, Krasnodar Durata: ? - Spettatori: ? | Belogor'e         | 1 - 3 | Lokomotiv-Izumrud | 20-25, 24-26, 26-24, 16-25        |
| 14 settembre 2013 ?, Krasnodar Durata: ? - Spettatori: ? | Dinamo Krasnodar  | 3 - 2 | Groznyj           | 22-25, 25-17, 21-25, 25-23, 15-11 |
| 15 settembre 2013 ?, Krasnodar Durata: ? - Spettatori: ? | NOVA              | 0 - 3 | Belogor'e         | 16-25, 13-25, 19-25               |
| 15 settembre 2013 ?, Krasnodar Durata: ? - Spettatori: ? | Lokomotiv-Izumrud | 1 - 3 | Dinamo Krasnodar  | 25-21, 20-25, 18-25, 18-25        |

##### Risultati - ritorno
| 25 settembre 2013 ?, Belgorod Durata: ? - Spettatori: ? | Lokomotiv-Izumrud | 3 - 1 | Groznyj           | 25-27, 25-18, 25-14, 25-20        |
| 25 settembre 2013 ?, Belgorod Durata: ? - Spettatori: ? | NOVA              | 3 - 0 | Dinamo Krasnodar  | 25-20, 25-22, 27-25               |
| 26 settembre 2013 ?, Belgorod Durata: ? - Spettatori: ? | Groznyj           | 3 - 2 | NOVA              | 25-21, 17-25, 25-23, 23-25, 22-20 |
| 26 settembre 2013 ?, Belgorod Durata: ? - Spettatori: ? | Dinamo Krasnodar  | 3 - 2 | Belogor'e         | 25-22, 21-25, 23-25, 25-23, 19-17 |
| 27 settembre 2013 ?, Belgorod Durata: ? - Spettatori: ? | NOVA              | 1 - 3 | Lokomotiv-Izumrud | 34-36, 21-25, 25-23, 13-25        |
| 27 settembre 2013 ?, Belgorod Durata: ? - Spettatori: ? | Belogor'e         | 3 - 0 | Groznyj           | 25-16, 25-13, 25-14               |
| 28 settembre 2013 ?, Belgorod Durata: ? - Spettatori: ? | Groznyj           | 1 - 3 | Dinamo Krasnodar  | 13-25, 25-23, 19-25, 20-25        |
| 28 settembre 2013 ?, Belgorod Durata: ? - Spettatori: ? | Lokomotiv-Izumrud | 0 - 3 | Belogor'e         | 19-25, 23-25, ?-25                |
| 29 settembre 2013 ?, Belgorod Durata: ? - Spettatori: ? | Dinamo Krasnodar  | 3 - 0 | Lokomotiv-Izumrud | 26-24, 25-21, 25-19               |
| 29 settembre 2013 ?, Belgorod Durata: ? - Spettatori: ? | Belogor'e         | 3 - 0 | NOVA              | 26-24, 25-15, 25-14               |

##### Classifica
| Pos | Squadra           | Pt | G | V | P | SV | SP | Ratio | PF | PS | Ratio |
| --- | ----------------- | -- | - | - | - | -- | -- | ----- | -- | -- | ----- |
| 1   | Belogor'e         | 19 | 8 | 6 | 2 | 21 | 6  | 3.500 | ?  | ?  | ?     |
| 2   | Dinamo Krasnodar  | 16 | 8 | 6 | 2 | 18 | 12 | 1.500 | ?  | ?  | ?     |
| 3   | Lokomotiv-Izumrud | 12 | 8 | 4 | 4 | 13 | 15 | 0.867 | ?  | ?  | ?     |
| 4   | Groznyj           | 8  | 8 | 3 | 5 | 13 | 19 | 0.684 | ?  | ?  | ?     |
| 5   | NOVA              | 5  | 8 | 1 | 7 | 8  | 21 | 0.381 | ?  | ?  | ?     |

#### Zona 2

##### Risultati - andata
| 10 settembre 2013 ?, Mosca Durata: ? - Spettatori: ? | Jaroslavič         | 3 - 1 | Neftjanik Orenburg | 23-25, 25-22, 25-18, 25-19        |
| 10 settembre 2013 ?, Mosca Durata: ? - Spettatori: ? | Dinamo Mosca       | 3 - 0 | MGTU Mosca         | 25-16, 25-20, 25-13               |
| 11 settembre 2013 ?, Mosca Durata: ? - Spettatori: ? | MGTU Mosca         | 1 - 3 | Jaroslavič         | 22-25, 30-28, 25-27, 23-25        |
| 11 settembre 2013 ?, Mosca Durata: ? - Spettatori: ? | Ural               | 0 - 3 | Dinamo Mosca       | 20-25, 24-26, 21-25               |
| 12 settembre 2013 ?, Mosca Durata: ? - Spettatori: ? | Neftjanik Orenburg | 3 - 2 | MGTU Mosca         | 25-18, 22-25, 18-25, 26-24, 15-11 |
| 12 settembre 2013 ?, Mosca Durata: ? - Spettatori: ? | Jaroslavič         | 1 - 3 | Ural               | 25-23, 20-25, 16-25, 21-25        |
| 13 settembre 2013 ?, Mosca Durata: ? - Spettatori: ? | Ural               | 2 - 3 | Neftjanik Orenburg | 21-25, 25-19, 27-29, 25-18, 8-15  |
| 13 settembre 2013 ?, Mosca Durata: ? - Spettatori: ? | Dinamo Mosca       | 3 - 0 | Jaroslavič         | 25-16, 25-15, 25-24               |
| 14 settembre 2013 ?, Mosca Durata: ? - Spettatori: ? | MGTU Mosca         | 0 - 3 | Ural               | 22-25, 23-25, 22-25               |
| 14 settembre 2013 ?, Mosca Durata: ? - Spettatori: ? | Neftjanik Orenburg | 0 - 3 | Dinamo Mosca       | 19-25, 22-25, 18-25               |

##### Risultati - ritorno
| 24 settembre 2013 ?, Ufa Durata: ? - Spettatori: ? | Neftjanik Orenburg | 2 - 3 | Jaroslavič         | 23-25, 25-22, 22-25, 27-25, 11-15 |
| 24 settembre 2013 ?, Ufa Durata: ? - Spettatori: ? | MGTU Mosca         | 0 - 3 | Dinamo Mosca       | 15-25, 22-25, 11-25               |
| 25 settembre 2013 ?, Ufa Durata: ? - Spettatori: ? | Jaroslavič         | 1 - 3 | MGTU Mosca         | 25-22, 28-30, 22-25, 23-25        |
| 25 settembre 2013 ?, Ufa Durata: ? - Spettatori: ? | Dinamo Mosca       | 3 - 0 | Ural               | 25-18, 25-23, 25-20               |
| 26 settembre 2013 ?, Ufa Durata: ? - Spettatori: ? | MGTU Mosca         | 0 - 3 | Neftjanik Orenburg | 30-32, 19-25, 27-29               |
| 26 settembre 2013 ?, Ufa Durata: ? - Spettatori: ? | Ural               | 3 - 1 | Jaroslavič         | 25-21, 28-30, 25-18, 25-22        |
| 28 settembre 2013 ?, Ufa Durata: ? - Spettatori: ? | Jaroslavič         | 2 - 3 | Dinamo Mosca       | 23-25, 25-22, 32-30, 21-25, 9-15  |
| 28 settembre 2013 ?, Ufa Durata: ? - Spettatori: ? | Neftjanik Orenburg | 0 - 3 | Ural               | 20-25, 22-25, 14-25               |
| 29 settembre 2013 ?, Ufa Durata: ? - Spettatori: ? | Dinamo Mosca       | 3 - 0 | Neftjanik Orenburg | 25-17, 25-22, 25-19               |
| 29 settembre 2013 ?, Ufa Durata: ? - Spettatori: ? | Ural               | 3 - 0 | MGTU Mosca         | 25-22, 25-21, 25-18               |

##### Classifica
| Pos | Squadra            | Pt | G | V | P | SV | SP | Ratio  | PF | PS | Ratio |
| --- | ------------------ | -- | - | - | - | -- | -- | ------ | -- | -- | ----- |
| 1   | Dinamo Mosca       | 23 | 8 | 8 | 0 | 24 | 2  | 12.000 | ?  | ?  | ?     |
| 2   | Ural               | 16 | 8 | 5 | 3 | 17 | 11 | 1.545  | ?  | ?  | ?     |
| 3   | Jaroslavič         | 9  | 8 | 3 | 5 | 14 | 19 | 0.737  | ?  | ?  | ?     |
| 4   | Neftjanik Orenburg | 8  | 8 | 3 | 5 | 12 | 19 | 0.631  | ?  | ?  | ?     |
| 5   | MGTU Mosca         | 4  | 8 | 1 | 7 | 6  | 22 | 0.273  | ?  | ?  | ?     |

#### Zona 3

##### Risultati - andata
| 11 settembre 2013 ?, Kemerovo Durata: ? - Spettatori: ? | Prikam'e    | 3 - 0 | Samotlor    | 25-18, 25-22, 25-20              |
| 11 settembre 2013 ?, Kemerovo Durata: ? - Spettatori: ? | Kuzbass     | 3 - 0 | Oka Kaluga  | 25-13, 25-16, 25-19              |
| 12 settembre 2013 ?, Kemerovo Durata: ? - Spettatori: ? | Oka Kaluga  | 1 - 3 | Prikam'e    | 25-22, 13-25, 17-25, 15-25       |
| 12 settembre 2013 ?, Kemerovo Durata: ? - Spettatori: ? | Zenit-Kazan | 3 - 1 | Kuzbass     | 27-25, 25-22, 20-25, 28-26       |
| 13 settembre 2013 ?, Kemerovo Durata: ? - Spettatori: ? | Samotlor    | 3 - 0 | Oka Kaluga  | 25-11, 25-22, 25-18              |
| 13 settembre 2013 ?, Kemerovo Durata: ? - Spettatori: ? | Prikam'e    | 1 - 3 | Zenit-Kazan | 28-30, 17-25, 25-22, 18-25       |
| 14 settembre 2013 ?, Kemerovo Durata: ? - Spettatori: ? | Zenit-Kazan | 1 - 3 | Samotlor    | 25-19, 25-27, 27-29, 23-25       |
| 14 settembre 2013 ?, Kemerovo Durata: ? - Spettatori: ? | Kuzbass     | 2 - 3 | Prikam'e    | 25-14, 29-31, 25-23, 18-25, 9-15 |
| 15 settembre 2013 ?, Kemerovo Durata: ? - Spettatori: ? | Oka Kaluga  | 1 - 3 | Zenit-Kazan | 25-23, 19-25, 21-25, 23-25       |
| 15 settembre 2013 ?, Kemerovo Durata: ? - Spettatori: ? | Samotlor    | 3 - 2 | Kuzbass     | 23-25, 19-25, 25-15, 25-14, 15-7 |

##### Risultati - ritorno
| 24 settembre 2013 ?, Kazan' Durata: ? - Spettatori: ? | Samotlor    | 1 - 3 | Prikam'e    | 18-25, 25-18, 19-25, 21-25        |
| 24 settembre 2013 ?, Kazan' Durata: ? - Spettatori: ? | Oka Kaluga  | 0 - 3 | Kuzbass     | 19-25, 13-25, 23-25               |
| 25 settembre 2013 ?, Kazan' Durata: ? - Spettatori: ? | Prikam'e    | 3 - 0 | Oka Kaluga  | 25-15, 25-22, 25-21               |
| 25 settembre 2013 ?, Kazan' Durata: ? - Spettatori: ? | Kuzbass     | 3 - 2 | Zenit-Kazan | 25-20, 25-23, 22-25, 22-25, 15-13 |
| 26 settembre 2013 ?, Kazan' Durata: ? - Spettatori: ? | Oka Kaluga  | 2 - 3 | Samotlor    | 25-20, 25-23, 13-25, 18-25, 10-15 |
| 26 settembre 2013 ?, Kazan' Durata: ? - Spettatori: ? | Zenit-Kazan | 3 - 0 | Prikam'e    | 25-16, 25-20, 25-17               |
| 27 settembre 2013 ?, Kazan' Durata: ? - Spettatori: ? | Prikam'e    | 2 - 3 | Kuzbass     | 19-25, 29-31, 25-16, 25-20, 10-15 |
| 27 settembre 2013 ?, Kazan' Durata: ? - Spettatori: ? | Samotlor    | 1 - 3 | Zenit-Kazan | 22-25, 25-17, 24-26, 24-26        |
| 28 settembre 2013 ?, Kazan' Durata: ? - Spettatori: ? | Kuzbass     | 0 - 3 | Samotlor    | 30-32, 13-25, 23-25               |
| 28 settembre 2013 ?, Kazan' Durata: ? - Spettatori: ? | Zenit-Kazan | 3 - 2 | Oka Kaluga  | 22-25, 22-25, 25-15, 25-19, 15-5  |

##### Classifica
| Pos | Squadra     | Pt | G | V | P | SV | SP | Ratio | PF | PS | Ratio |
| --- | ----------- | -- | - | - | - | -- | -- | ----- | -- | -- | ----- |
| 1   | Zenit-Kazan | 18 | 8 | 6 | 2 | 21 | 12 | 1.750 | ?  | ?  | ?     |
| 2   | Prikam'e    | 15 | 8 | 5 | 3 | 18 | 13 | 1.385 | ?  | ?  | ?     |
| 3   | Samotlor    | 13 | 8 | 5 | 3 | 17 | 14 | 1.214 | ?  | ?  | ?     |
| 4   | Kuzbass     | 12 | 8 | 4 | 4 | 17 | 16 | 1.063 | ?  | ?  | ?     |
| 5   | Oka Kaluga  | 2  | 8 | 0 | 8 | 6  | 24 | 0.250 | ?  | ?  | ?     |

#### Zona 4

##### Risultati - andata
| 10 settembre 2013 ?, Nižnij Novgorod Durata: ? - Spettatori: ? | Iskra Odincovo | 3 - 1 | Enisej         | 25-16, 25-18, 23-25, 25-19        |
| 10 settembre 2013 ?, Nižnij Novgorod Durata: ? - Spettatori: ? | Gazprom-Jugra  | 3 - 1 | Zorkij         | 20-25, 25-16, 25-18, 25-15        |
| 11 settembre 2013 ?, Nižnij Novgorod Durata: ? - Spettatori: ? | Zorkij         | 3 - 1 | Iskra Odincovo | 19-25, 25-19, 29-27, 25-22        |
| 11 settembre 2013 ?, Nižnij Novgorod Durata: ? - Spettatori: ? | Gubernija      | 3 - 1 | Zorkij         | 20-25, 25-16, 25-18, 25-15        |
| 12 settembre 2013 ?, Nižnij Novgorod Durata: ? - Spettatori: ? | Enisej         | 3 - 1 | Zorkij         | 34-32, 25-18, 22-25, 25-21        |
| 12 settembre 2013 ?, Nižnij Novgorod Durata: ? - Spettatori: ? | Iskra Odincovo | 1 - 3 | Gubernija      | 25-21, 19-25, 9-25, 19-25         |
| 13 settembre 2013 ?, Nižnij Novgorod Durata: ? - Spettatori: ? | Gazprom-Jugra  | 3 - 2 | Iskra Odincovo | 25-19, 24-26, 25-19, 23-25, 15-8  |
| 13 settembre 2013 ?, Nižnij Novgorod Durata: ? - Spettatori: ? | Gubernija      | 3 - 1 | Enisej         | 25-17, 25-19, 23-25, 25-18        |
| 14 settembre 2013 ?, Nižnij Novgorod Durata: ? - Spettatori: ? | Enisej         | 2 - 3 | Gazprom-Jugra  | 23-25, 25-17, 25-21, 22-25, 12-15 |
| 14 settembre 2013 ?, Nižnij Novgorod Durata: ? - Spettatori: ? | Zorkij         | 1 - 3 | Gubernija      | 21-25, 15-25, 25-22, 24-26        |

##### Risultati - ritorno
| 24 settembre 2013 ?, Surgut Durata: ? - Spettatori: ? | Enisej         | 0 - 3 | Iskra Odincovo | 22-25, 20-25, 18-25               |
| 24 settembre 2013 ?, Surgut Durata: ? - Spettatori: ? | Zorkij         | 0 - 3 | Gazprom-Jugra  | 22-25, 21-25, 23-25               |
| 25 settembre 2013 ?, Surgut Durata: ? - Spettatori: ? | Iskra Odincovo | 3 - 0 | Zorkij         | 25-20, 25-20, 25-22               |
| 25 settembre 2013 ?, Surgut Durata: ? - Spettatori: ? | Gazprom-Jugra  | 1 - 3 | Gubernija      | 24-26, 20-25, 25-17, 23-25        |
| 26 settembre 2013 ?, Surgut Durata: ? - Spettatori: ? | Zorkij         | 1 - 3 | Enisej         | 25-19, 17-25, 16-25, 16-25        |
| 26 settembre 2013 ?, Surgut Durata: ? - Spettatori: ? | Gubernija      | 3 - 2 | Iskra Odincovo | 28-30, 25-19, 23-25, 25-18, 15-13 |
| 27 settembre 2013 ?, Surgut Durata: ? - Spettatori: ? | Enisej         | 1 - 3 | Gubernija      | 26-24, 25-27, 24-26, 25-27        |
| 27 settembre 2013 ?, Surgut Durata: ? - Spettatori: ? | Iskra Odincovo | 1 - 3 | Gazprom-Jugra  | 15-25, 15-25, 25-23, 20-25        |
| 28 settembre 2013 ?, Surgut Durata: ? - Spettatori: ? | Gubernija      | 3 - 1 | Zorkij         | 25-18, 21-25, 25-16, 25-14        |
| 28 settembre 2013 ?, Surgut Durata: ? - Spettatori: ? | Gazprom-Jugra  | 3 - 0 | Enisej         | 25-20, 25-22, 25-17               |

##### Classifica
| Pos | Squadra        | Pt | G | V | P | SV | SP | Ratio | PF | PS | Ratio |
| --- | -------------- | -- | - | - | - | -- | -- | ----- | -- | -- | ----- |
| 1   | Gubernija      | 23 | 8 | 8 | 0 | 24 | 9  | 2.667 | ?  | ?  | ?     |
| 2   | Gazprom-Jugra  | 16 | 8 | 6 | 2 | 20 | 12 | 1.667 | ?  | ?  | ?     |
| 3   | Iskra Odincovo | 11 | 8 | 3 | 5 | 16 | 16 | 1.000 | ?  | ?  | ?     |
| 4   | Enisej         | 7  | 8 | 2 | 6 | 11 | 20 | 0.550 | ?  | ?  | ?     |
| 5   | Zorkij         | 3  | 8 | 0 | 8 | 8  | 22 | 0.364 | ?  | ?  | ?     |

#### Zona 5

##### Risultati - andata
| 10 settembre 2013 ?, Voronež Durata: ? - Spettatori: ? | Fakel                 | 1 - 3 | Kristall Voronež      | 25-18, 24-26, 21-25, 24-26        |
| 10 settembre 2013 ?, Voronež Durata: ? - Spettatori: ? | Tjumen                | 3 - 2 | Dinamo-LO             | 25-20, 20-25, 25-21, 23-25, 15-11 |
| 11 settembre 2013 ?, Voronež Durata: ? - Spettatori: ? | Kristall Voronež      | 1 - 3 | Tjumen                | 26-24, 16-25, 15-25, 16-25        |
| 11 settembre 2013 ?, Voronež Durata: ? - Spettatori: ? | Lokomotiv Novosibirsk | 2 - 3 | Fakel                 | 25-23, 23-25, 15-25, 25-23, 13-15 |
| 12 settembre 2013 ?, Voronež Durata: ? - Spettatori: ? | Tjumen                | 1 - 3 | Lokomotiv Novosibirsk | 14-25, 28-26, 21-25, 18-25        |
| 12 settembre 2013 ?, Voronež Durata: ? - Spettatori: ? | Dinamo-LO             | 3 - 0 | Kristall Voronež      | 25-23, 25-23, 25-20               |
| 14 settembre 2013 ?, Voronež Durata: ? - Spettatori: ? | Fakel                 | 3 - 2 | Tjumen                | 25-17, 22-25, 25-14, 22-25, 15-11 |
| 14 settembre 2013 ?, Voronež Durata: ? - Spettatori: ? | Lokomotiv Novosibirsk | 3 - 0 | Dinamo-LO             | 25-14, 25-16, 25-17               |
| 15 settembre 2013 ?, Voronež Durata: ? - Spettatori: ? | Kristall Voronež      | 1 - 3 | Lokomotiv Novosibirsk | 25-21, 21-25, 23-25, 19-25        |

##### Risultati - ritorno
| 24 settembre 2013 ?, Novosibirsk Durata: ? - Spettatori: ? | Dinamo-LO             | 0 - 3 | Tjumen                | 16-25, 29-31, 22-25               |
| 24 settembre 2013 ?, Novosibirsk Durata: ? - Spettatori: ? | Kristall Voronež      | 0 - 3 | Fakel                 | 18-25, 22-25, 14-25               |
| 25 settembre 2013 ?, Novosibirsk Durata: ? - Spettatori: ? | Tjumen                | 3 - 0 | Kristall Voronež      | 25-23, 25-17, 25-18               |
| 25 settembre 2013 ?, Novosibirsk Durata: ? - Spettatori: ? | Fakel                 | 3 - 2 | Lokomotiv Novosibirsk | 25-19, 19-25, 23-25, 25-23, 15-10 |
| 26 settembre 2013 ?, Novosibirsk Durata: ? - Spettatori: ? | Kristall Voronež      | 0 - 3 | Dinamo-LO             | 25-27, 17-25, 19-25               |
| 26 settembre 2013 ?, Novosibirsk Durata: ? - Spettatori: ? | Lokomotiv Novosibirsk | 3 - 2 | Tjumen                | 21-25, 26-24, 39-37, 22-25, 26-24 |
| 28 settembre 2013 ?, Novosibirsk Durata: ? - Spettatori: ? | Tjumen                | 0 - 3 | Fakel                 | 16-25, 22-25, 24-26               |
| 28 settembre 2013 ?, Novosibirsk Durata: ? - Spettatori: ? | Dinamo-LO             | 0 - 3 | Lokomotiv Novosibirsk | 19-25, 19-25, 15-25               |
| 29 settembre 2013 ?, Novosibirsk Durata: ? - Spettatori: ? | Fakel                 | 3 - 1 | Dinamo-LO             | 25-19, 26-24, 23-25, 27-25        |
| 29 settembre 2013 ?, Novosibirsk Durata: ? - Spettatori: ? | Lokomotiv Novosibirsk | 3 - 0 | Kristall Voronež      | 25-19, 25-18, 25-19               |

##### Classifica
| Pos | Squadra               | Pt | G | V | P | SV | SP | Ratio | PF | PS | Ratio |
| --- | --------------------- | -- | - | - | - | -- | -- | ----- | -- | -- | ----- |
| 1   | Lokomotiv Novosibirsk | 19 | 8 | 6 | 2 | 22 | 9  | 2.444 | ?  | ?  | ?     |
| 2   | Fakel                 | 18 | 8 | 7 | 1 | 22 | 11 | 2.000 | ?  | ?  | ?     |
| 3   | Tjumen                | 13 | 8 | 4 | 4 | 17 | 15 | 1.133 | ?  | ?  | ?     |
| 4   | Dinamo-LO             | 7  | 8 | 2 | 6 | 10 | 18 | 0.556 | ?  | ?  | ?     |
| 5   | Kristall Voronež      | 3  | 8 | 1 | 7 | 4  | 22 | 0.182 | ?  | ?  | ?     |

### Fase semifinale
| Gruppo A          | Gruppo B     | Gruppo C       | Gruppo D              |
| ----------------- | ------------ | -------------- | --------------------- |
| Lokomotiv-Izumrud | Zenit-Kazan  | Enisej         | Dinamo-LO             |
| Jaroslavič        | Dinamo Mosca | Gubernija      | Lokomotiv Novosibirsk |
| Dinamo Krasnodar  | Samotlor     | Iskra Odincovo | Fakel                 |
| Ural              | Prikam'e     | Gazprom-Jugra  | Tjumen                |

#### Gruppo A

##### Risultati
| 8 ottobre 2013 ?, Ufa Durata: ? - Spettatori: ?  | Dinamo Krasnodar  | 3 - 0 | Jaroslavič        | 25-19, 25-22, 25-21               |
| 8 ottobre 2013 ?, Ufa Durata: ? - Spettatori: ?  | Ural              | 3 - 1 | Lokomotiv-Izumrud | 25-17, 25-22, 21-25, 25-19        |
| 9 ottobre 2013 ?, Ufa Durata: ? - Spettatori: ?  | Lokomotiv-Izumrud | 3 - 0 | Jaroslavič        | 26-24, 25-23, 25-17               |
| 9 ottobre 2013 ?, Ufa Durata: ? - Spettatori: ?  | Ural              | 3 - 2 | Dinamo Krasnodar  | 19-25, 25-23, 16-25, 25-20, 15-13 |
| 10 ottobre 2013 ?, Ufa Durata: ? - Spettatori: ? | Dinamo Krasnodar  | 3 - 0 | Lokomotiv-Izumrud | 25-20, 25-18, 25-21               |
| 10 ottobre 2013 ?, Ufa Durata: ? - Spettatori: ? | Jaroslavič        | 1 - 3 | Ural              | 22-25, 27-25, 22-25, 18-25        |

##### Classifica
| Pos | Squadra           | Pt | G | V | P | SV | SP | Ratio | PF  | PS  | Ratio |
| --- | ----------------- | -- | - | - | - | -- | -- | ----- | --- | --- | ----- |
| 1   | Ural              | 8  | 3 | 3 | 0 | 9  | 4  | 2.250 | 296 | 278 | 1.065 |
| 2   | Dinamo Krasnodar  | 7  | 3 | 2 | 1 | 8  | 3  | 2.667 | 256 | 221 | 1.158 |
| 3   | Lokomotiv-Izumrud | 3  | 3 | 1 | 2 | 4  | 6  | 0.667 | 218 | 235 | 0.928 |
| 4   | Jaroslavič        | 0  | 3 | 0 | 3 | 1  | 9  | 0.111 | 215 | 251 | 0.857 |

#### Gruppo B

##### Risultati
| 8 ottobre 2013 ?, Kazan' Durata: ? - Spettatori: ?  | Dinamo Mosca | 3 - 1 | Prikam'e     | 25-17, 26-24, 19-25, 25-20 |
| 8 ottobre 2013 ?, Kazan' Durata: ? - Spettatori: ?  | Zenit-Kazan  | 3 - 0 | Samotlor     | 25-16, 25-22, 25-19        |
| 9 ottobre 2013 ?, Kazan' Durata: ? - Spettatori: ?  | Samotlor     | 1 - 3 | Prikam'e     | 25-23, 15-25, 24-26, 19-25 |
| 9 ottobre 2013 ?, Kazan' Durata: ? - Spettatori: ?  | Zenit-Kazan  | 1 - 3 | Dinamo Mosca | 21-25, 18-25, 25-15, 18-25 |
| 10 ottobre 2013 ?, Kazan' Durata: ? - Spettatori: ? | Dinamo Mosca | 3 - 1 | Samotlor     | 25-16, 25-17, 23-25, 25-23 |
| 10 ottobre 2013 ?, Kazan' Durata: ? - Spettatori: ? | Prikam'e     | 0 - 3 | Zenit-Kazan  | 22-25, 17-25, 20-25        |

##### Classifica
| Pos | Squadra      | Pt | G | V | P | SV | SP | Ratio | PF  | PS  | Ratio |
| --- | ------------ | -- | - | - | - | -- | -- | ----- | --- | --- | ----- |
| 1   | Dinamo Mosca | 9  | 3 | 3 | 0 | 9  | 3  | 3.000 | 283 | 249 | 1.137 |
| 2   | Zenit-Kazan  | 6  | 3 | 2 | 1 | 7  | 3  | 2.333 | 232 | 206 | 1.126 |
| 3   | Prikam'e     | 3  | 3 | 1 | 2 | 4  | 7  | 0.571 | 244 | 253 | 0.964 |
| 4   | Samotlor     | 0  | 3 | 0 | 3 | 2  | 9  | 0.222 | 221 | 272 | 0.813 |

#### Gruppo C

##### Risultati
| 8 ottobre 2013 ?, Surgut Durata: ? - Spettatori: ?  | Gubernija      | 2 - 3 | Enisej         | 25-20, 23-25, 25-23, 25-27, 11-15 |
| 8 ottobre 2013 ?, Surgut Durata: ? - Spettatori: ?  | Gazprom-Jugra  | 3 - 0 | Iskra Odincovo | 25-23, 25-18, 25-22               |
| 9 ottobre 2013 ?, Surgut Durata: ? - Spettatori: ?  | Enisej         | 3 - 0 | Iskra Odincovo | 25-17, 25-20, 25-19               |
| 9 ottobre 2013 ?, Surgut Durata: ? - Spettatori: ?  | Gubernija      | 1 - 3 | Gazprom-Jugra  | 25-23, 21-25, 21-25, 17-25        |
| 10 ottobre 2013 ?, Surgut Durata: ? - Spettatori: ? | Iskra Odincovo | 0 - 3 | Gubernija      | 22-25, 20-25, 16-25               |
| 9 ottobre 2013 ?, Surgut Durata: ? - Spettatori: ?  | Gazprom-Jugra  | 3 - 0 | Enisej         | 25-23, 25-20, 25-15               |

##### Classifica
| Pos | Squadra        | Pt | G | V | P | SV | SP | Ratio | PF  | PS  | Ratio |
| --- | -------------- | -- | - | - | - | -- | -- | ----- | --- | --- | ----- |
| 1   | Gazprom-Jugra  | 9  | 3 | 3 | 0 | 9  | 1  | 9.000 | 248 | 205 | 1.210 |
| 2   | Enisej         | 5  | 3 | 2 | 1 | 6  | 5  | 1.200 | 243 | 240 | 1.013 |
| 3   | Gubernija      | 4  | 3 | 1 | 2 | 6  | 6  | 1.000 | 268 | 266 | 1.008 |
| 4   | Iskra Odincovo | 0  | 3 | 0 | 3 | 0  | 9  | 0.000 | 177 | 225 | 0.787 |

#### Gruppo D

##### Risultati
| 7 ottobre 2013 ?, Mosca Durata: ? - Spettatori: ? | Lokomotiv Novosibirsk | 3 - 0 | Dinamo-LO             | 25-17, 25-15, 25-22               |
| 7 ottobre 2013 ?, Mosca Durata: ? - Spettatori: ? | Fakel                 | 3 - 0 | Tjumen                | 25-20, 25-10, 25-19               |
| 8 ottobre 2013 ?, Mosca Durata: ? - Spettatori: ? | Dinamo-LO             | 2 - 3 | Tjumen                | ?-25, 25-23, 23-25, 25-18, 17-19  |
| 8 ottobre 2013 ?, Mosca Durata: ? - Spettatori: ? | Lokomotiv Novosibirsk | 3 - 1 | Fakel                 | 22-25, 25-23, 25-21, 25-18        |
| 9 ottobre 2013 ?, Mosca Durata: ? - Spettatori: ? | Fakel                 | 3 - 2 | Dinamo-LO             | 25-19, 22-25, 25-17, 24-26, 15-11 |
| 9 ottobre 2013 ?, Mosca Durata: ? - Spettatori: ? | Tjumen                | 3 - 2 | Lokomotiv Novosibirsk | 25-20, 13-25, 28-30, 25-21, 15-12 |

##### Classifica
| Pos | Squadra               | Pt | G | V | P | SV | SP | Ratio | PF  | PS  | Ratio  |
| --- | --------------------- | -- | - | - | - | -- | -- | ----- | --- | --- | ------ |
| 1   | Lokomotiv Novosibirsk | 7  | 3 | 2 | 1 | 8  | 4  | 2.000 | 280 | 247 | 1.1334 |
| 2   | Fakel                 | 5  | 3 | 2 | 1 | 7  | 5  | 1.400 | 273 | 244 | 1.119  |
| 3   | Tjumen                | 4  | 3 | 2 | 1 | 6  | 7  | 0.857 | 265 | 285 | 0.930  |
| 3   | Dinamo-LO             | 2  | 3 | 0 | 3 | 4  | 9  | 0.444 | 254 | 296 | 0.858  |

### Fase finale
| Gruppo A     | Gruppo B              |
| ------------ | --------------------- |
| Zenit-Kazan  | Belogor'e             |
| Dinamo Mosca | Lokomotiv Novosibirsk |
| Ural         | Gazprom-Jugra         |

#### Gruppo A

##### Risultati
| 26 gennaio 2014 Dvorec Sporta Kosmos, Belgorod Durata: ? - Spettatori: ? | Dinamo Mosca | 3 - 2 | Zenit-Kazan  | 25-20, 25-23, 14-25, 18-25, 17-15 |
| 27 gennaio 2014 Dvorec Sporta Kosmos, Belgorod Durata: ? - Spettatori: ? | Ural         | 1 - 3 | Dinamo Mosca | 25-22, 15-25, 23-25, 21-25        |
| 28 gennaio 2014 Dvorec Sporta Kosmos, Belgorod Durata: ? - Spettatori: ? | Zenit-Kazan  | 3 - 0 | Ural         | 25-20, 25-20, 25-19               |

##### Classifica
| Pos | Squadra      | Pt | G | V | P | SV | SP | Ratio | PF  | PS  | Ratio |
| --- | ------------ | -- | - | - | - | -- | -- | ----- | --- | --- | ----- |
| 1   | Dinamo Mosca | 5  | 2 | 2 | 0 | 6  | 3  | 2.000 | 196 | 192 | 1.021 |
| 2   | Zenit-Kazan  | 4  | 2 | 1 | 1 | 5  | 3  | 1.667 | 183 | 158 | 1.158 |
| 3   | Ural         | 0  | 2 | 0 | 2 | 1  | 6  | 0.167 | 143 | 172 | 0.827 |

#### Gruppo B

##### Risultati
| 26 gennaio 2014 Dvorec Sporta Kosmos, Belgorod Durata: ? - Spettatori: ? | Gazprom-Jugra         | 2 - 3 | Belogor'e             | 15-25, 32-30, 10-25, 28-26, 11-15 |
| 27 gennaio 2014 Dvorec Sporta Kosmos, Belgorod Durata: ? - Spettatori: ? | Lokomotiv Novosibirsk | 1 - 3 | Gazprom-Jugra         | 20-25, 16-25, 25-22, 21-25        |
| 28 gennaio 2014 Dvorec Sporta Kosmos, Belgorod Durata: ? - Spettatori: ? | Belogor'e             | 3 - 0 | Lokomotiv Novosibirsk | 28-26, 25-17, 29-27               |

##### Classifica
| Pos | Squadra               | Pt | G | V | P | SV | SP | Ratio | PF  | PS  | Ratio |
| --- | --------------------- | -- | - | - | - | -- | -- | ----- | --- | --- | ----- |
| 1   | Belogor'e             | 5  | 2 | 2 | 0 | 6  | 2  | 3.000 | 203 | 166 | 1.223 |
| 2   | Gazprom-Jugra         | 4  | 2 | 1 | 1 | 5  | 4  | 1.250 | 193 | 203 | 0.951 |
| 3   | Lokomotiv Novosibirsk | 0  | 2 | 0 | 2 | 1  | 6  | 0.167 | 152 | 179 | 0.849 |

#### Finale 1º e 3º posto
|  | Semifinali    | Semifinali    | Semifinali |           |              | 1º/2º posto   | 1º/2º posto   | 1º/2º posto |  |
|  |               |               |            |           |              |               |               |             |  |
|  | Dinamo Mosca  | Dinamo Mosca  | 3          |           |              |               |               |             |  |
|  | Dinamo Mosca  | Dinamo Mosca  | 3          |           |              |               |               |             |  |
|  | Gazprom-Jugra | Gazprom-Jugra | 0          |           |              |               |               |             |  |
|  | Gazprom-Jugra | Gazprom-Jugra | 0          |           | Dinamo Mosca | Dinamo Mosca  | 0             |             |  |
|  |               |               |            |           | Dinamo Mosca | Dinamo Mosca  | 0             |             |  |
|  |               |               | Belogor'e  | Belogor'e | 3            |               |               |             |  |
|  | Belogor'e     | Belogor'e     | Belogor'e  | Belogor'e | 3            | 3             |               |             |  |
|  | Belogor'e     | Belogor'e     |            |           |              | 3             |               |             |  |
|  | Zenit-Kazan   | Zenit-Kazan   | 0          |           |              | 3º/4º posto   | 3º/4º posto   | 3º/4º posto |  |
|  | Zenit-Kazan   | Zenit-Kazan   | 0          |           |              |               |               |             |  |
|  |               |               |            |           |              |               |               |             |  |
|  |               |               |            |           |              | Gazprom-Jugra | Gazprom-Jugra | 2           |  |
|  |               |               |            |           |              | Gazprom-Jugra | Gazprom-Jugra | 2           |  |
|  |               |               |            |           |              | Zenit-Kazan   | Zenit-Kazan   | 3           |  |

##### Semifinali
| 30 gennaio 2014 Dvorec Sporta Kosmos, Belgorod Durata: ? - Spettatori: ? | Dinamo Mosca | 3 - 0 | Gazprom-Jugra | 25-19, 25-19, 25-12 |
| 30 gennaio 2014 Dvorec Sporta Kosmos, Belgorod Durata: ? - Spettatori: ? | Belogor'e    | 3 - 0 | Zenit-Kazan   | 25-18, 25-23, 25-17 |

##### Finale 3º posto
| 31 gennaio 2014 Dvorec Sporta Kosmos, Belgorod Durata: ? - Spettatori: ? | Gazprom-Jugra | 2 - 3 | Zenit-Kazan | 25-23, 17-25, 20-25, 26-24, 11-15 |

##### Finale
| 31 gennaio 2014 Dvorec Sporta Kosmos, Belgorod Durata: 1h:21 - Spettatori: ? | Dinamo Mosca | 0 - 3 | Belogor'e | 20-25, 22-25, 18-25 |